# Gonçalo M. Tavares
Gonçalo Manuel de Albuquerque Tavare GOIH, més conegut com a Gonçalo M. Tavares, (Luanda, Angola, 1970) és un narrador, dramaturg i poeta portuguès. La seva veu literària molt personal ha fet que la crítica el consideri un dels més destacats escriptors en llengua portuguesa. Els seus llibres s'ha publicat en més de 30 països, i el llibre Jerusalem ha estat inclòs a l'edició europea dels 1001 llibres a llegir abans de morir, una guia dels llibres més importants de tots els temps.

## Biografia
Va ser becari del Ministeri de Cultura de Portugal amb una beca en l'àrea de Poesia, i el 2001 va publicar la seva primera obra Livro da dança.
Va guanyar el premi Branquinho da Fonseca da Fundação Calouste Gulbenkian i el premi del diari Expresso amb la seva obra O senhor Valéry i el premi Revelació de Poesia de l'associació portuguesa d'escriptors amb el seu llibre Investigações. Les seves novel·les O homem ou é tonto ou é mulher i A colher de Samuel Beckett e outros textos van ser adaptats al teatre.
A Espanya té com un dels seus més destacats valedors a Enrique Vila-Matas que l'ha assenyalat com "la revelació més original de la literatura portuguesa". A Portugal és admirat per autors com el Premi Nobel José Saramago, qui va comentar-ne el següent:
| «               | No té dret a escriure tan bé als 35 anys, venen ganes de donar-li un cop de puny | » |
| — José Saramago |                                                                                  |   |

El 2007 va guanyar el Premi Portugal Telecom de Literatura amb la seva obra Jérusalem.
El 2013 Edicions del Periscopi publica la seva obra Un viatge a l'Índia en català, amb traducció de Pere Comellas Casanova. L'any 2018 el segell editorial Quid Pro Quo publicà Jerusalem' en català, amb traducció d'Anna Cortils Munné, sent aquest un dels primers quatre llibres de l'editorial creada a Pollença.

## Obra literària

### Cicle O Reino
- Um Homem: Klaus Klump - Caminho 2003
- A Máquina de Joseph Walser - Caminho 2004
- Jerusalem - Caminho 2004 (Premi José Saramago 2005, Premi Ler/Millenium-BCP i Premi Portugal Telecom de Literatura 2007, Brasil)
- Aprender a Rezar na Era da Técnica - Caminho 2007 (Premi al Millor Llibre Estranger a França, 2010)

### Cicle O Bairro
- O Senhor Valéry - Caminho 2002 (Premi Branquinho da Fonseca)
- O Senhor Henri - Caminho 2003
- O Senhor Brecht - Caminho 2004
- O Senhor Juarroz - Caminho 2004
- O Senhor Kraus - Caminho 2005
- O Senhor Calvino - Caminho 2005
- O Senhor Walser - Caminho 2006
- O Senhor Breton - Caminho 2008
- O Senhor Swedenborg - Caminho 2009
- O Senhor Eliot - Caminho 2010

### Altres obres
- Livro da dança - Assírio e Alvim 2001
- Investigações. Novalis - Dífel 2002 (Prémio Revelação de Poesia de l'Associació Portuguesa d'Escriptors)
- A Colher de Samuel Beckett, Teatro - Campo das Letras 2003
- Biblioteca - Campo das Letras 2004
- 1 - Relógio d'Água 2004
- A perna Esquerda de Paris seguido de Roland Barthes e Robert Musil - Relógio d'Água 2004
- Investigações geométricas - Teatro do Campo Alegre 2005
- Histórias falsas (contos) - Campo das Letras 2005
- Água cão cavalo cabeça - 2006 - Grande Prémio de Conto Camilo Castelo Branco de l'Associació Portuguesa d'Escriptors
- Breves notas sobre ciência - Relógio d'Água 2006
- Breves notas sobre o medo - Relógio d'Água 2007
- Autobiografia, Trieste, FrancoPuzzoEditore, Premio Internazionale Trieste Poesia 2008
- Breves notas sobre as ligações - Relógio d'Água 2009
- Un viatge a l'Índia - Edicions del Periscopi 2013, amb traducció de Pere Comellas Casanova (Uma Viagem à Índia - Caminho 2010)
- Matteo perdeu o emprego - Porto Editora 2010
- Canções Mexicanas - Relógio d'Água 2011
- Short Movies - Caminho 2011
- Animalescos - Relógio d'Água 2013
- Atlas do Corpo e da Imaginação - Caminho 2013